# MBC 5시 뉴스와 경제 강원 (MBC강원영동)
《5시 뉴스와 경제 강원》은 MBC 강원영동 TV에서 매주 평일 오후 5시에 방송 중인 강원 지역 저녁 경제 종합 뉴스 프로그램이다.

## 개요
5시 강원영동 뉴스와 경제로 읽는다.

## 앵커
| 대수 | 진행자          | 진행 기간        | 비고        |
| ---- | --------------- | ---------------- | ----------- |
| 1대  | 민기원 아나운서 | 일자 미상 ~ 현재 | [ 1 ] [ 2 ] |

## 경쟁 프로그램
- KBS 뉴스 7 강원 (KBS 춘천 1TV)
- 뉴스퍼레이드 강원 (G1방송 TV)